# Diego Reyes Sandoval
Diego Reyes Sandoval (Tocoa, 11 gennaio 1990) è un calciatore honduregno, attaccante del Real Sociedad.

## Carriera

### Club
Ha giocato nella massima serie del campionato honduregno con Real Sociedad e Marathón.

### Nazionale
Ha esordito con la Nazionale honduregna nel 2013.